# Total Eclipse (groupe)
Total Eclipse est un groupe de trance Goa et psytrance français, originaire de Bordeaux, en Gironde. Composé de Serge Souque, Stephane Holweck (de Juno Reactor) et de Loïc Vanpoucke, le trio fut avec Transwave, le premier groupe à imposer et faire connaître la trance psychédélique en France à partir de 1994 avec leur tube Aliens, sorti chez Dragonfly Records.

## Biographie
Après avoir passé quelques hivers à Goa, en Inde, à la fin des années 1980, Loïc Vanpoucke rentre en France avec une bande de néo-hippies baptisés Trance Body Express. L’équipe, autour de Dj Yayo, programme des trance parties en région parisienne, et dans quelques discothèques notamment à La Grange à Breuillet, près de Royan (Charente-Maritime), tous les étés entre 1991 et 1993. C'est au fil de ces soirées que Loïc, Serge Souque, DJ dans la région de Bordeaux, et Stéphane Holweck membre d’Electrotête (qui deviendra Juno Reactor) font connaissance.
En 1992, ils décident de lancer leur groupe, Total Eclipse : Stéphane a acquis une certaine expérience en tant que fondateur de Juno Reactor, et les deux autres sont également musiciens. Ils signent sur le label Dragonfly Records de Youth et sortent leur premier morceau (l'éponyme Total Eclipse sur la compilation Project II Trance) en 1993.
Leur premier album, Delta Aquarids, sort en 1995, et le double-album Violent Relaxation en 1996. Le 11 mai 1999, ils se lancent dans l'exploration de nouveaux espaces musicaux avec leur troisième album, Access Denied, mélange de drum and bass, breakbeat et jazz. Entre-temps, ils fondent leur propre label, Totally Eclipsed Recordings, qui produit des artistes d'ambient et de downtempo. Bien connu de la scène électronique française dite underground, leur style trance psychédélique  dépasse les frontières de l'hexagone, et le groupe se produit dans le monde entier. En 2005, Stephane Holweck reste le seul membre du groupe et sort en solo l'album Tales of the Shaman produit par le label français Mandala Records, en 2009.

## Projets parallèles
Serge Souque, basé à Ibiza, qui avait lancé un projet en solo sous le pseudonyme The Antidote à la fin des années 1990, quant à lui, ne fait que de rares apparitions depuis la production de quelques singles et albums sortis chez Solstice Music, Neurobiotic Records et Nano Records dans les années 2000 ainsi qu'un tout dernier album du nom de Skylab chez Mandala Records en 2011, et se concentre aujourd'hui sur la gestion du projet orienté electro-house Electronic Pirates ainsi que sur le label Pirate Federation qu'il a créé autour de Dimitri Nakov, Daniel « Dan Dan » Toby, tous deux issus de la scène trance Goa et David Moreno, DJ résident du Space à Ibiza.
Loïc Vanpoucke, quant à lui, après avoir collaboré dans divers projets ambient, downtempo et trance avec notamment Simon Posford (Hallucinogen) et Graham Wood d'Infinty Project de la fin des années 1990 au début des années 2000, s'est retiré de la scène électronique et trance psychédélique depuis quelques années.

## Discographie
- 1995 : Delta Aquarids (Blue Room Released)
- 1996 : Violent Relaxation (Blue Room Released)
- 1999 : Access Denied (Blue Room Released)
- 2003 : Violent Relaxation (Avatar Records, nouvelle réédition en Israël)
- 2004 : Update Files (Arcadia Music)
- 2008 : Tales of the Shaman (Mandala Records)
- 2017 : Transmutation part. 1, part. 2, part. 3 (sur Bandcamp)